# Pachycostasaurus dawni
Il pachicostasauro (Pachycostasaurus dawni) è un rettile marino estinto, appartenente ai pliosauri. Visse nel Giurassico medio (circa 160 milioni di anni fa) e i suoi resti sono stati ritrovati in Inghilterra.

## Descrizione
L'aspetto di questo animale era tipico per un pliosauro: testa grossa, lunghi denti acuminati, corpo tozzo e zampe trasformate in pinne. Vi erano alcune caratteristiche, però, che differenziavano il pachicostasauro dagli altri pliosauri. Il corpo, ad esempio, doveva essere molto più pesante di quello dei suoi parenti; ciò era dovuto al fatto che le costole erano notevolmente spesse (condizione nota come pachiostosi, da qui il nome Pachycostasaurus), simili a quelle dei lamantini odierni. Il cranio era relativamente leggero ma stranamente equipaggiato con una dentatura notevole, composta da forti denti conici e appuntiti. La lunghezza dell'animale si aggirava intorno ai tre metri.

## Stile di vita
Non è chiaro che tipo di vita conducesse questo animale: le costole spesse e pesanti hanno fatto supporre che il pachicostasauro fosse un animale che si nutriva lungo il fondale marino. Nonostante non siano stati rinvenuti gastroliti insieme all'unico esemplare fossile, è probabile che le costole spesse fossero sufficienti a mantenere l'animale presso il fondale. La costruzione leggera del cranio ha fatto supporre che questo rettile predasse piccoli animali di fondale, forse gamberi dal guscio molle o cefalopodi. Un ulteriore studio, però, ha messo in evidenza la dentatura di Pachycostasaurus, che sembrerebbe più adatta a cacciare grandi prede.